# Эдлибах, Герольд
Герольд Эдлибах (нем. Gerold Edlibach, 24 сентября 1454 — 28 августа 1530) — швейцарский историк и хронист, чиновник и член городского совета г. Цюриха, автор «Цюрихской хроники» (нем. Zürcher Chronik).

## Биография
Родился в семье цюрихского бюргера Ульриха Эдлибаха, исполнявшего обязанности фогта в Грюнингене и Бадене, и Анны Ландольт из Айнзидельна. Мать принадлежала к богатой семье торговцев скобяными изделиями, и после смерти в 1462 году первого мужа вышла замуж за бургомистра Цюриха Ханса Вальдмана — влиятельного политика и реформатора, свергнутого и казнённого в результате народного возмущения.
В 1472—1480 годах был управляющим собственностью Айнзидельнского аббатства бенедиктинцев в Цюрихе. В 1487 году избран в городской совет, но после казни отчима в апреле 1489 года подал в отставку. Снова заседал в Малом совете в 1493—1499 и 1515—1524 годах.
В 1488 году был оберфогтом в Бюлахе, в 1494—1498 годах — в Грюнингене, в 1505—1507 годах — в Грайфензее, а в 1514—1527 годах управлял в последнем городским госпиталем. Будучи убеждённым католиком и горячим противником реформации и идей Ульриха Цвингли, в 1524 году отошёл от дел, целиком посвятив себя семье и литературным трудам. Умер 28 августа 1530 года в Цюрихе.

## Семья
В 1472 году вступил в брак с Урсулой Ройст, с которой прожил в браке 45 лет и от которой имел, в общей сложности, 18 или 19 детей и 70 внуков. Из сыновей известны: Якоб (1482—1546), каноник в Цюрихе, Ганс (1487—1559), политик и хронист и Людвиг (1492—1557), продолжатель хроники.

## Сочинения
Главным историческим трудом Эдлибаха является иллюстрированная «Цюрихская хроника» (нем. Zürcher Chronik), охватывающая историю Старой Швейцарской конфедерации с 1436 по 1530 год.
В основной своей части, доведённой до 1486 года, она основана на «Цюрихской», или «Большой Бургундской», хронике Диболда Шиллинга Старшего (1484); более поздние события и факты излагаются на основании архивных документов, а также личных впечатлений Эдлибаха, долгое время общавшегося со своим осведомлённым в политических делах отчимом Вальдманом. При этом записи после 1517 года становятся более лаконичными.
Если в описании фактов прошлого, к примеру, Старой Цюрихской войны (1440—1446), сочинение Эдлибаха содержит немало неточностей, применительно к событиям второй половины XV — начала XVI вв. сведения её нередко уникальны как свидетельства очевидца, например, сообщение о поездке автора в 1479 году вместе со своим отчимом в Милан. События 1520—1526 годов трактуются автором с позиций противников Реформации. 
Определённую ценность представляют также красочные иллюстрации к хронике, автором большинства из которых, вероятно, был сам Эдлибах, в качестве образца использовавший миниатюры Диболда Шиллинга Старшего и, возможно, других хронистов. Выполненные тщательно, но непрофессионально, рисунки эти, помимо известных исторических событий, содержат интересные изображения видов средневекового Цюриха и его окрестностей, зарисовки памятников архитектуры и городских укреплений.
Рукопись хроники Эдлибаха хранится в Центральной библиотеке Цюриха (MS. A 75). Научное её издание было выпущено в 1847 году в Цюрихе в 4-м томе «Сообщений» местного общества любителей древности под редакцией Иоганна Мартина Устери.
В 1480-х годах Герольд Эдлибах составил также «Цюрихский гербовник» (нем. Zürcher Wappenbuch), затем сообщение о деле Вальдмана 1489 года (нем. Waldmannscher Auflauf), в 1490 году составил словарь швейцарского арго (нем. Fickabel des rotwelschtz)), помимо различных статей с критикой швейцарской реформации (1520—1527).
Имя Герольда Эдлибаха присвоено улице в Грайфензее.

## Публикации
- Gerold Edlibach's Chronik, hrsg. von Johann Martin Usteri // Mitteilungen der antiquarischen Gesellschaft in Zürich. — Band 4. — Zürich, 1847. — 279 s.
- Gerold Edlibach. Da beschachend vil grosser endrungen: Gerold Edlibachs Aufzeichnungen über die Zürcher Reformation 1520—1526, hrsg. und kommentiert von Peter Jezler // Bilderstreit, Kulturwandel in Zwinglis Reformation. — Zürich: Theologischer Verlag, 1984. — S. 41–74. — ISBN 3-290-11555-0.